# フリースケーティング
フリースケーティング（Free skating）は、フィギュアスケートの男子シングル、女子シングル、ペアでショートプログラム（SP）の後に行われる種目のひとつ。FSとも略される。また、ロングプログラムとも呼ばれる。
後述の通り、フリーという用語は単に用語として含まれるだけであり。現状ではフリースタイルという意味は無い。

## 歴史
フリースケーティングは、コンパルソリーフィギュアとともにフィギュアスケート競技黎明期から実施されていた。1972-1973年シーズンよりショートプログラムが本格導入されたが、フリースケーティングは「フリー」の名が示す通り要素に対する制限のない自由な演技種目であった。
1982年の世界フィギュアスケート選手権女子シングルで優勝したエレイン・ザヤックを契機に、1982-1983年シーズンよりウェルバランス（well-balanced program）と呼ばれるジャンプやリフトなどの要素に対する制限を設け、現在に至る。
2004-2005年シーズンより本格導入された新採点システムでもウェルバランスは存在し、重要な役割を果たしている。なお、ジャンプに関するウェルバランスは俗にザヤックルールとも呼ばれ、同一プログラム内で3回転以上のジャンプを2度跳ぶことができるのは2種類までの制限を指す。

## 国際スケート連盟ルール
- 演技時間
  - 男子シングル：4分。±10秒。
  - 女子シングル：4分。±10秒。
  - ペア：4分30秒。
- 使用音楽：選曲は自由。歌詞の入った楽曲の使用も可能。

### シングル
以下の要素を行う。男女ともに12。
- ジャンプ要素
  - 男女ともに7つまで。
  - 1つのアクセルジャンプを含む。
  - 7回のジャンプという意味ではない。
  - また規定数のうちコンビネーションジャンプは3回まで、また3連続のコンビネーションジャンプは先の3回のうち1回まで
- 3つまでのスピン
- ステップシークエンス
- コレオシークエンス

### ペア
以下の11の要素を行う
- 3つまでのリフト
- ツイストリフト
- 2つまでの異なるスロージャンプ
- ソロジャンプ
- ジャンプコンビネーションもしくはジャンプシークエンス（いずれか一つを選択）
- ソロスピン
- ペアスピン
- デススパイラル
- コレオシークエンス